# Александар Мењков
Александар Александрович Мењков (рус. Александр Александрович Меньков; Минусинск 7. децембар 1990) је руски атлетичар, чија је специјалност скакач у даљ.

## Спортска биографија
У јуну 2009. поставио је нови лични рекорд скочивши 8,16 м у Кемерову. На Европском јуниорском првенству исте године у Новом Саду освојио је златну медаљу, али се на Светском првенству те године није успео пласирати у финале. На отварању сезоне 2011. побољшао је лични рекорд за 1 цм на Сибирском регионалном првенству.
Резултат каријере остварио је на Светском првенству 2013. на домаћем терену у Москви, где је постао светски првак резултатом 8,56 м (нови национални рекорд). На претходном светском првенству у Тегуу био је шести, а исто место заузео је и на Светском првенству 2015. у Пекингу.

## Значанији резултати
| Датум | -такмичење                                            | Место            | Пласман | Резултат | Детаљи |
| ----- | ----------------------------------------------------- | ---------------- | ------- | -------- | ------ |
| 2009. | Европско екипно првенство у атлетици 2009 — Суперлига | Леирија          | 6.      | 7,78 м   |        |
| 2009. | Европско јуниорско првенство                          | Нови Сад         |         | 7,98 м   |        |
| 2011. | Европско екипно првенство у атлетици 2011 — Суперлига | Стокхолм         |         | 8,20 м   |        |
| 2011. | Европско првенство У-23                               | Острава          |         | 8,08 м   |        |
| 2011. | Светско првенство                                     | Тегу             | 6.      | 8,19 м   |        |
| 2012. | Светско првенство                                     | Истанбул         |         | 8,22 м   |        |
| 2012. | Олимпијске игре                                       | Лондон           | 11.     | 7,78 м   | []     |
| 2012. | Дијамантска лига                                      | Дијамантска лига | 1.      | детаљи   |        |
| 2013. | Европско дворанско првенство                          | Гетеборг         |         | 8,31 м   |        |
| 2013. | Европско екипно првенство у атлетици 2013 — Суперлига | Гејтсхед         |         | 8,36 м   |        |
| 2013. | Универзијада                                          | Казањ            |         | 8,42 м   |        |
| 2013. | Светско првенство                                     | Москва           |         | 8,56 м   |        |
| 2013. | Дијамантска лига                                      | Дијамантска лига | 1.      | детаљи   |        |
| 2014. | Светско првенство                                     | Сопот            | 5.      | 8,08 м   |        |
| 2015. | Европско екипно првенство у атлетици 2015 — Суперлига | Чебоксари        |         | 8,26 м   |        |
| 2015. | Светско првенство                                     | Пекинг           | 6.      | 8,02 м   |        |
| 2015. | Дијамантска лига                                      | Дијамантска лига | 4.      | детаљи   |        |

## Лични рекорди
| Скок удаљ | Резултат | Место    | Датум           |
| --------- | -------- | -------- | --------------- |
| отворено  | 8,56     | Москва   | 16. август 2013 |
| дворана   | 8,31     | Гетеборг | 3. март 2013    |